# César Espinoza
Cesar Espinoza (ur. 28 września 1900, zm. 31 października 1956) – chilijski piłkarz grający na pozycji bramkarza.
Podczas kariery zawodniczej bronił barw Santiago Wanderers Był w składzie reprezentacji Chile na mistrzostwa świata 1930.